# Мертві душі (фільм, 1909)
«Мертві душі» — німий художній фільм 1909 року, знятий в Російській Імперії компанією «Торговий дом Ханжонкова». Режисером стрічки був Петро Чардинін. Перша екранізація однойменної поеми Миколи Гоголя. Фільм зберігається в архіві Державного фонді кінофільмів Російської Федерації.

## Сюжет
Фільм показує два епізоди з оригінальної поеми. Відвідини Чічіковим поміщика Собакевича. Потім відвідини Чічіковим поміщика Плюшкіна. Після цього на екрані з'являються інші персонажі твору. У фіналі всі збираються біля бюсту Миколи Гоголя.

## У ролях
- Іван Камський — Павло Іванович Чічіков
- Василь Степанов — Собакевич
- Адольф Георгієвський — Плюшкін
- Антоніна Пожарська — ключниця Плюшкіна
- Петро Чардинін — Ноздрьов
- Л. Храповицька — дама приємна в усіх відношеннях
- Олександра Гончарова — дама просто приємна
- Іван Потьомкін — Петрушка, кріпак Чічікова

## Історія створення
За спогадами учасників створення стрічки, зйомки відбувалися зимою в приміщені московського залізничного клубу.